# Dumitru Șomlea
Dumitru Șomlea (n. 13 februarie 1914, comuna Frata, comitatul Cluj, astăzi în județul Cluj – d. 16 septembrie 2017, Miheșu de Câmpie, județul Mureș) a fost cel mai vârstnic veteran de război din județul Mureș și ultimul supraviețuitor al bătăliei de la Oarba de Mureș, cea mai grea bătălie din al Doilea Război Mondial purtată pe teritoriul României.
A fost încorporat la Someșeni, Cluj Napoca, în 1939, specialitatea pușcaș⁠(d) de aviație, ulterior infanterist și a fost liberat în 1945. În timpul războiului a avut gradul de caporal și a fost avansat la gradul de plutonier la împlinirea vârstei de 100 de ani.

## Legături externe
- ISTORIA vie a României: Dumitru Șomlea, 101 ani, veteran de război. - youtube.com
- Înmormântarea la care nu a ajuns nicio televiziune - pressone.ro
- Moș Dumitru Șomlea, ultimul supraviețuitor de la Oarba de Mureș. - a1.ro Arhivat în 25 februarie 2018, la Wayback Machine.